# ¿Dónde está Elisa? (série télévisée, 2009)
Pour les articles homonymes, voir ¿Dónde está Elisa?.
Production
Diffusion
¿Dónde está Elisa?, est une telenovela chilienne diffusée en 2009 par TVN.

## Distribution

### Principaux
- Francisco Melo - Raimundo Domínguez
- Sigrid Alegría - Francisca Correa
- Álvaro Rudolphy - Comisario Camilo Rivas
- Monserrat Prats - Elisa Domínguez
- Francisco Reyes - Bruno Alberti (Antagoniste)
- Paola Volpato - Consuelo Domínguez (Antagoniste principaux)
- Francisca Imboden - Olivia Domínguez
- Álvaro Morales - Ignacio Cousiño
- César Caillet - Javier Goyeneche
- Alejandra Fosalba - Sub-comisario Pamela Portugal
- Andrés Velasco - Nicólas Errázuriz
- Bárbara Ruiz-Tagle - Juanita Ovalle
- Christian Sève - Sebastián Cousiño
- Paulette Sève - Florencia Alberti
- Nicolás Pérez - Gaspar Alberti
- Patricia López - Fiscal Adriana Castañeda
- Mauricio Pesutic - Prefecto Néstor Salazar
- Juan José Gurruchaga - Ancien Détective Briceño (Antagoniste)

### Partcipaciones especiales
- Javiera Toledo - Antonia Domínguez
- Gloria Canales - Sonia, bonne des Domínguez Correa
- Amparo Noguera - Amanda Goldstein
- Begoña Basauri - Loreto Sandoval
- Teresa Hales - Animatrice de nouvelles
- Adriana Vacarezza - Isabel Salazar
- Claudio Arredondo - Felipe Raceto
- Yamila Reyna - María Paz
- Francisco Ossa - Álex

## Diffusion internationale
- TVN

## Versions
- ¿Dónde está Elisa? (2010), dirigée par Nicolás Diblasi et Leonardo Galavís, produit par Aurelio Valcárcel Caroll pour Telemundo; avec Sonya Smith, Gabriel Porras et Catherine Siachoque.
- Kızım Nerede? (ATV, 2010), avec Ece Uslu, Hüseyin Avni Danyal et Burak Hakkı.
- Nasaan Ka, Elisa? (ABS-CBN, 2011-2012), avec Melissa Ricks, Agot Isidro, Albert Martínez, Joem Bascon, Viña Morales et Eric Fructuoso.
- ¿Dónde está Elisa? (RCN Televisión, 2012), avec Cristina Umaña, Juan Pablo Gamboa et Jorge Enrique Abello.
- Kŭde e Magi? (BTV, 2012-2013), avec Georgi Staykov, Sofia Kuseva-Cherneva, Paraskeva Jukelova, Atanas Srebrev, Ivan Barnev, Margita Gosheva et Vladimir Luzkanov.
- Laut Aao Trisha (Life OK, 2014-2015), avec Nalini Negi, Sumeet Vyas et Gurpreet Bedi.
- Family Secrets (tvN, 2014-2015), avec Shin Eun-kyung, Kim Seung-soo, Cha Hwa-yeon et Ryu Tae-joon.
- Onde Está Elisa? (TVI, 2018-2020), avec Heidi Berger, Ana Cristina de Oliveira et António Pedro Cerdeira.
- Buscando a Frida (Telemundo, 2021), avec Eduardo Santamarina, Ximena Herrera et Arap Bethke.